# Manuel Veith
Pour les articles homonymes, voir Veith.
Manuel Veith, né le 13 septembre 1985 à Schladming, est un snowboardeur autrichien spécialisé dans les épreuves de slalom parallèle et de slalom géant parallèle.

## Palmarès

### Championnats du monde
| Édition/Discipline | Slalom parallèle | Slalom géant parallèle |
| Mondiaux 2007      | 19e              | —                      |
| Mondiaux 2009      | —                | Disqualifié            |
| Mondiaux 2011      | 6e               | 16e                    |
| Mondiaux 2013      | —                | 31e                    |

### Coupe du monde
- Meilleur classement du parallèle : 9e en 2011.
- 5 podiums dont 1 victoire à Limone Piemonte, le 8 décembre 2007.